# Descanso
Descanso este un oraș în Santa Catarina (SC), Brazilia.